# 만주국 국무원

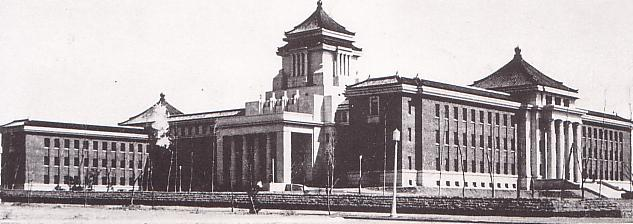
만주국 국무원

만주국 국무원(중국어: 滿州國國務院)은 만주국의 행정 기관이다. 만주국은 의회를 개설하지 않았기 때문에 국무원은 국정의 최고 기관이었다. 체제상으로 국가원수인 푸이의 직속 조직이었지만, 국무원에는 관동군으로부터 임명된 일본인이 요직을 차지하고 있었기 때문에, 푸이도 자유롭게 할 수 없는 조직이었다.

## 조직

### 1932년(대동 원년)

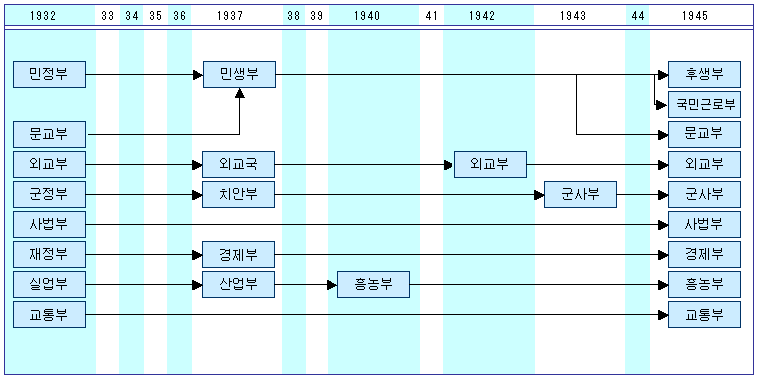
국무원 각부의 변천

1932년 만주국 건국 당시, 국무원은 국무총리를 정점으로 하부조직으로서 부를 설치하였다. 각부의 장은 총장이다. 만주국 건국 당시의 국무원의 주요 요인은 아래와 같다.
- 국무원 총리 정샤오쉬(鄭孝胥)
- 민정부 총장 장스이(臧式毅)

민정부 차장 바오캉(葆康)
- 문교부 총장 정샤오쉬(鄭孝胥)

문교부 차장 수루펀(許汝棻)
- 외교부 총장 셰제스(謝介石)

외교부 차장 오하시 주이치(大橋忠一)
- 군정부 총장 마잔산(馬占山)

군정부 차장 왕징수이(王静修)
- 사법부 총장 펑한칭(馮涵清)

사법부 차장 후루타 마사후(古田正武)
- 재정부 총장 시차(熙洽)

재정부 차장 쑨치창(孫其昌)
- 실업부 총장 장얀칭(張燕卿)

실업부 차장 다카하시 야스노리(高橋康順)
- 교통부 총장 딩젠슈(丁鑑修)

교통부 차장 히라이테 데이산(平井出貞三)

### 1934년(강덕 원년)
1934년 푸이가 만주국 황제에 즉위하면서 국무원 직함이 변경되었다.
- 국무원 총리 → 국무총리 대신
- 총장 → 대신

### 1945년(강덕 12년)

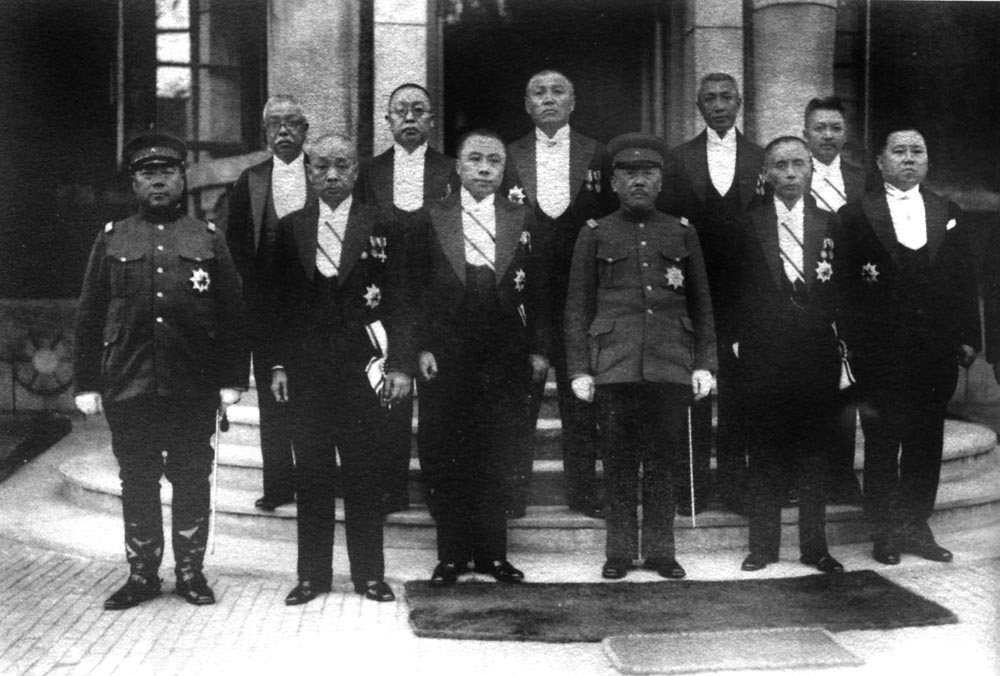
만주국의 내각

1945년 일본의 항복에 의해서 만주국은 붕괴하였다. 그 때까지 각부 조직·명칭의 변경이 있었지만, 만주국 해체 당시의 국무원의 주요 요인은 아래와 같다.
- 국무총리 대신 장징후이(張景恵)
- 후생부 대신 진밍스(金名世)

후생부 차장 세키야 데이조(関屋悌蔵)
- 국민근로부 대신 위징타오(于鏡濤)

국민근로부 차장 한다 핀치(半田敏治)
- 문교부 대신 루위안산(盧元善)

문교부 차장 마에노 시게루(前野茂)
- 외교부 대신 루안전두오(阮振鐸)

외교부 차장 시모무라 노부사다(下村信貞)
- 군사부 대신 싱스리안(邢士廉)

군사부 차장 마나이 쓰루키치(真井鶴吉)
- 사법부 대신 얀추안푸(閻伝紱)

사법부 차장 쓰지 기타로(辻朔郎)
- 경제부 대신 위징위안(于静遠)

경제부 차장 아오키 미노루(青木実)
- 흥농부 대신 황푸준(黄富俊)

흥농부 차장 시마자키 요이치(島崎庸一)
- 교통부 대신 구치헝(谷次亨)

교통부 차장 다쿠라 하치로(田倉八郎)

## 청사
현재는 지린대학(吉林大学)의 교사로서 이용되고 있으며, 일부는 위만주국 국무원(僞滿州國國務院)이라는 명칭의 박물관으로 공개되고 있다.